# Edscottita
L'edscottita és una cementita de fórmula Fe₅C₂. Anteriorment se sabia que es generava durant la fosa del ferro, però el 2019 es va descobrir que es produeix de manera natural, en ser trobada en un meteorit.
La font, el meteorit de Wedderburn, es va trobar el 1951 als afores de Wedderburn, a Austràlia, i és conserva en la col·lecció Museums Victoria.
Durant un re-investigació d'una secció del meteorit realitzada a la Universitat de Califòrnia, Los Angeles, Chi Ma i Alan Rubin van verificar la presència d'un mineral nou. El van anomenar edscottita en honor d'Edward (Ed) R. D. Scott de la Universitat d'Hawaii, Estats Units, un cosmoquímic pioner.